# Luis Ramírez
Luis Ramírez (Madrid; 1968 - 30 d'abril de 2004), director artístic espanyol i impulsor del teatre musical a Espanya. Titulat en Enginyeria de Camins i Ports, va començar la seva relació amb el món del teatre arran de la rehabilitació del Teatro Lara l'any 1996 i fundar la productora "Pigmalión".
Va morir l'any 2004, a causa de càncer de còlon a l'edat de 39 anys. Estava casat i amb tres filles, i la seva capella ardent va ser instal·lada en el Tanatori-Cementiri de La Paz.

## Producción
| Tipus            | Nom                              | Local               | Any                                  | Ciutat (País) | Protagonistes                                                                   |
| ---------------- | -------------------------------- | ------------------- | ------------------------------------ | ------------- | ------------------------------------------------------------------------------- |
| Musical          | El hombre de La Mancha           | Teatro Lope de Vega | 1997                                 |               | Paloma San Basilio i José Sacristán                                             |
| Musical          | Hermanos de sangre               | Teatro Nuevo Apolo  |                                      |               |                                                                                 |
|                  | La jaula de las locas            |                     |                                      |               |                                                                                 |
|                  | Doce hombres sin piedad          |                     |                                      |               |                                                                                 |
| Musical          | Siete novias para siete hermanos |                     |                                      |               |                                                                                 |
| Musical infantil | Peter Pan                        | Teatro Nuevo Apolo  | 1998(Madrid)/1999 (Gira por Espanya) |               |                                                                                 |
| Musical infantil | Annie                            | Teatro Nuevo Apolo  | 2001                                 |               |                                                                                 |
| Obra             | Pop corn                         |                     |                                      |               | dirigida per Juanma Bajo Ulloa                                                  |
| Musical          | Grease                           |                     |                                      | Madrid        |                                                                                 |
| Musical          | La magia de Broadway             | Teatro Lara         | 1999                                 |               | Mia Patterson, Pablo Abraira ,Beatriz Luengo y Pedro Ruy Blas con Marta Sánchez |
| Musical          | Jekyll y Hyde                    | Teatro Nuevo Apolo  | 2000                                 | Madrid        | Raphael i Beatriz Luengo                                                        |

## Filmografia com a director artístic
- Días de cine - 2007
- Horas de luz - 2004
- No somos nadie - 2002
- Buñuel y la mesa del rey Salomón - 2001
- Lázaro de Tormes - 2001
- Las cosas del querer II -	1995

## Premis
- XV Premis Goya, candidat al Goya a la millor direcció artística[3]